# Shin Aitoku Maru
Die Shin Aitoku Maru war das erste kommerziell erfolgreiche Motorsegelschiff seit dem Ende der „klassischen“ Segelfrachtschifffahrt.

## Geschichte
Mit der Shin Aitoku Maru wurde erneut versucht, bei einem ansonsten herkömmlichen Frachtschiff mit Hilfe einer Segeleinrichtung entweder die Geschwindigkeit zu erhöhen oder den Kraftstoffverbrauch zu reduzieren. Das Konzept der Shin Aitoku Maru wurde von Nippon Kokan in Zusammenarbeit mit der JAMDA (JApan Machinery Development Association) entwickelt. Sie wurde 1980 von der japanischen Werft Imamura in Kure gebaut. 1990 wurde sie in Nippo Maru umbenannt und fährt seit 1994 unter ihrem heutigen Namen Yue You 129.
Weitere 17 Schiffe wurden nach dem Prinzip der Shin Aitoku Maru gebaut, insbesondere 1984 die 26.000 Tonnen tragende Usuki Pioneer und die noch einmal etwas größere Aqua City.

## Erfahrungen im Betrieb
Schon Mitte 1979 lief das nur 83 BRT große Segel-Motorschiff Mini Daigo vom Stapel, an dem die Segelanlage erfolgreich erprobt wurde. Die beiden von N.K.K. entwickelten automatisch gesteuerten starren, aber faltbaren JAMDA-Segel sind an einem vorderen und einem hinteren Mast angebracht und sollten eine Treibstoffersparnis zwischen 10 und 30 % bringen. Um den Treibstoffverbrauch über den Effekt des Segelbetriebs hinaus zu verbessern, war der Betrieb der Hauptmaschine auf die Einspritzung von Treibstoff mit zugefügtem Wasseranteil eingerichtet. Nach dem ersten Betriebsjahr wurde im Januar 1982 ein optimierter Propeller angebaut. Bei einem Werftaufenthalt nach vierjähriger Betriebszeit konnte die erhoffte Treibstoffersparnis deutlich übertroffen werden was auch auf das segelbedingt sehr ruhige Seeverhalten des Schiffs zurückgeführt wurde.